# Новицький Іван Петрович
Іва́н Петро́вич Нови́цький (нар. 1844, м. Тараща, Київської губернії — пом. 31 липня (12 серпня) 1890) — український мовознавець, фольклорист, етнограф, історик, журналіст. Використовував псевдоніми й криптоніми: Індрик, Жовтий Ір., Й. Н., Ив. Н.

## Життєпис
Походив зі старовинного укр. шляхетського роду. Навчався в Другій київській гімназії, проте через хворобу, не закінчивши навчання, вийшов з 5-го класу. Займався самоосвітою. Як вільний слухач прослухав курс історико-філологічного факультету університету св.Володимира.
Автор багатьох статей в виданнях: газета «Кіевлянинъ», «Київські губернські вісті» та «Кіевская старина». Працював у центральному архіві Київського університету св. Володимира, Археографічній комісії, київському статистичному комітеті, та київському відділі Імператорського географічного товариства.
Надрукував близько десяти описів актових книг центрального архіву; видав два томи матеріалів з історії селянства XV — XVIII століть (1877), зокрема «Нарис історії селянського стану Південно-Західної Росії в XV—XVIII ст.» (1876), «Адам Кисіль — воєвода київський» (1885). Склав два розгорнутих покажчики, особовий (1878) та географічний (1883), до всіх видань Археографічної комісії, починаючи з 1844 року. Останній покажчик становить спробу історично-географічного опису краю.
Уклав «Довідковий словник юридичних термінів давньої актової мови Південно-Західної Росії» («Университетские известия». К., 1871, № 8; 1872, № 3) — перший термінологічний словник української мови того часу. У словнику подано 465 статей до слів з юридичного побуту на українських землях, що перебували під владою Великого князівства Литовського та Польщі в 15—17 століттях.
Брав участь в експедиції Павла Чубинського, в ході якої зібрав близько 5000 пісень (опубліковані у п'ятому томі праць експедиції). Цінне історико-етнографічне значення має його публікація «Жінка та її становище в малоросійських народних піснях» що вийшла в альманасі «Кіевлянка» (виданий редакцією газети «Кіевлянин») у 1889 році.

## Праці
1. Очерк истории крестьянского сословия Юго-Западной России в ХV–ХVIII веке. "Архив Юго-Западной России", ч. 6, т. 1. К., 1876; ч. 6: Приложения к т. 1. К., 1876
2. Указатель к изданиям Временной Комиссии для разбора древних актов, высочайше учрежденною при Киевском, Подольском и Волынском генерал-губернаторе (с 1845 по 1877 год.), т. 1: Имена личные. К., 1878; Т. 2: Имена географические: Материалы для исторической географии Южной и Западной России. К., 1882
3. Князья Ружинские. "Киевская старина", 1883, № 4
4. Адам Кисель, воевода Киевский. Там само, 1885, № 9–12.